# Acanthurus dussumieri
Acanthurus dussumieri е вид лъчеперка от семейство Acanthuridae. Видът е незастрашен от изчезване.

## Разпространение и местообитание
Разпространен е в Австралия, Британска индоокеанска територия (Чагос), Бруней, Вануату, Виетнам, Гуам, Джибути, Йемен, Източен Тимор, Индия, Индонезия, Камбоджа, Кения, Кирибати (Лайн), Китай, Коморски острови, Мавриций, Мадагаскар, Майот, Макао, Малайзия, Малдиви, Малки далечни острови на САЩ, Микронезия, Мозамбик, Ниуе, Нова Зеландия, Нова Каледония, Оман, Остров Норфолк, Остров Рождество, Острови Кук, Палау, Папуа Нова Гвинея, Параселски острови, Провинции в КНР, Реюнион, САЩ (Хавайски острови), Северни Мариански острови, Сейшели, Сингапур, Соломонови острови, Сомалия, Острови Спратли, Тайван, Тайланд, Танзания, Тонга, Фиджи, Филипини, Френски южни и антарктически територии (Нормандски острови), Хонконг, Шри Ланка, Южна Африка и Япония.
Среща се на дълбочина от 0,6 до 131 m, при температура на водата от 23,2 до 28,8 °C и соленост 34,4 – 35,5 ‰.

## Описание
На дължина достигат до 54 cm.
Продължителността им на живот е около 28 години.